# Raparna discoinsignita
Raparna discoinsignita är en fjärilsart som beskrevs av Embrik Strand 1920. Raparna discoinsignita ingår i släktet Raparna och familjen nattflyn. Inga underarter finns listade.